# Jalmari Jäntti
Hjalmar (Jalmari) Johannes Jäntti, född 9 april 1876 i Viborgs landskommun, död 9 mars 1960 i Helsingfors, var en finländsk förlagschef.
Jäntti blev filosofie kandidat 1898. Han anställdes 1899 vid Werner Söderströms förlag och fick snart hand om dess litterära avdelning. Efter Söderströms död 1914 blev Jäntti vd. Under dennes ledning utvecklades förlaget, där han med tiden även blev en betydande aktieägare, till ett av Nordens ledande.
Jänttis efterlämnade minnen för tiden fram till första världskriget utgavs 1965 under titeln Kirja oli elämäni. Han förlänades professors titel 1946.